# Rupert Goold
Rupert Goold, CBE (Londres, 18 de fevereiro de 1972) é um encenador, roteirista e cineasta britânico. Ele é conhecido principalmente como diretor de teatro, no cinema seu trabalho mais conhecido é o filme Judy (2019) baseado na vida da atriz Judy Garland.

## Vida pessoal
Goold é casado com a atriz Kate Fleetwood.  O casal se conheceu enquanto trabalhava juntos em uma produção de Romeu e Julieta. Eles têm um filho, Rafael, e uma filha, Constance.

## Cinema e televisão
Direção
- Macbeth (TV, 2010)
- Richard II (TV, 2012)
- True Story (2015)
- King Charles III (TV, 2017)
- Judy (2019)

## Prêmios e indicações
Goold foi indicado ao Tony Award em 2019 por sua direção de Ink.